# Das gelobte Land (Comic)
Das gelobte Land (französischer Originaltitel: La Terre promise) ist ein Comicalbum aus der Serie Lucky Luke, das 2016 von Achdé gezeichnet wurde und mit dem Jul sein Debüt als Texter in der Reihe gab. Die von Klaus Jöken übersetzte deutsche Ausgabe erschien 2017 als 95. Band der Serie bei Egmont Ehapa. Das Album erfuhr sowohl in Frankreich als auch in Deutschland bei seinem Erscheinen eine umfangreiche Rezeption, die sich auch auf die Thematisierung der Einwanderung aschkenasischer Juden in die Vereinigten Staaten im 19. Jahrhundert bezog. Nach Angaben des Verlags hat sich die deutsche Ausgabe des Comics in den ersten Monaten 100.000-mal verkauft.

## Protagonisten
- Lucky Luke und Jolly Jumper
- Die Familie Stern
  - Moishe Stern, Großvater und Familienoberhaupt
  - Rachel Stern, die Großmutter, entspricht dem Stereotyp der jüdischen Mutter
  - Hanna Stern, die zwanzigjährige Enkelin von Moishe und Rachel Stern; ihre Eltern wurden von Kosaken ermordet
  - Jankel Stern, zwölfjähriger Bruder von Hanna
  - Jack Loser alias Jakob Stern, Sohn von Moishe und Rachel, Onkel von Hanna und Jankel

## Handlung
Lucky Luke begleitet eine Rinderherde und trifft dabei mit seinem alten Freund Jack Loser zusammen. Dieser offenbart ihm, dass sein richtiger Name Jacob Stern ist. Jack entstammt einer Familie osteuropäischer Juden, die ihm nun in die Vereinigten Staaten von Amerika folgen will. Jacks Familie soll nicht erfahren, dass er kein Anwalt in New York, sondern nur ein einfacher Cowboy im Westen ist. So bittet Jack Lucky Luke um Hilfe. Lucky Luke soll Jacks aschkenasische Familie in St. Louis abholen und sie durch den Westen nach Chelm City bringen, einem fiktiven Ort in Montana.
Bereits bei der Ankunft in St. Louis werden die Ankömmlinge beobachtet. Ihr umfangreiches Gepäck mit zahlreichen Holzkisten weckt die Begierde zweier Räuber, die darin große Reichtümer vermuten. Tatsächlich sind es überwiegend Bücher, doch dass die Familie von einem Mann vom Kaliber eines Lucky Luke begleitet wird, verstärkt die Aussicht auf reiche Beute. Außerdem belauschen die Banditen ein Gespräch bei der Übergabe eines geheimnisvollen großen Schatzes an Lucky Luke, bei dem es sich jedoch um eine Tora handelt.
Auf dem Weg zu ihrem Ziel Chelm City werden die Reisenden wiederholt das Ziel gescheiterter Überfälle. Bei einem Aufenthalt in der Kleinstadt Peachy Poy verhält sich Moishe Stern im Saloon derart auffällig, dass er beinahe gelyncht wird. Lucky Luke greift jedoch noch früh genug ein. Es folgt eine gefährliche Fahrt durch einen Canyon, wo ein weiterer Überfall scheitert. Zudem werden sie von einem Stamm der Cree überfallen, deren Häuptling und Medizinmann sich jedoch mit der Familie Stern anfreunden. Schließlich erreicht die Gruppe Chelm City und wird von den Juden des Ortes, darunter Jack Loser, begeistert empfangen. Im ersten koscheren Saloon des wilden Westens findet eine Begrüßungsfeier und wenig später auch die Bar Mitzwa des kleinen Jankel statt. Während der Feier setzt sich Lucky Luke ab und reitet auf Jolly Jumper an einem siebenarmigen Kaktus vorbei und der untergehenden Sonne hinterher.

## Karikaturen und Anspielungen
Durch den ganzen Band zieht sich eine Vielzahl von Anspielungen auf das Judentum und die aschkenasische Kultur. So sprechen die Sterns in der deutschsprachigen Ausgabe in einem Idiom, das vom Jiddischen beeinflusst ist und im Comictext durch Lautverschiebungen wie ibrig statt übrig oder ejn statt ein markiert wird. Die jüdischen Figuren sind dem Medium entsprechend stark überzeichnet und stereotyp, aber überaus positiv dargestellt. So entspricht die Großmutter Rachel mit ihrer Fürsorglichkeit und dem ständigen Streben, ihre Zuneigung durch Essensgaben auszudrücken, in vielerlei Hinsicht dem Stereotyp der jüdischen Mutter.
Im Handlungsablauf wird immer wieder auf alttestamentliche Motive, jüdische Kultur, Judenverfolgungen im Russland des 19. Jahrhunderts bis zum nationalsozialistisch besetzten Europa und die Geschichte der Juden in den Vereinigten Staaten Bezug genommen. Dabei erschließen sich zahlreiche Motive nur Kennern der jüdischen Geschichte, einige sind klar auf die französische Leserschaft ausgerichtet. Das gilt beispielsweise für die Anspielung auf den fiktiven Ort Peachy Poy oder Pitchipoï. Andere Verweise betreffen prominente Juden wie Albert Einstein oder Levi Strauss oder Elemente der US-amerikanischen Populärkultur.

### Judentum

#### Tora
Die Vornamen der Mitglieder der Familie Stern lassen sich alle auf Personen der Tora zurückführen:
- Moishe, eine Variation zu Mose, einer zentralen Figur der Tora (Ex 2,1–10 EU);
- Rachel, die Lieblingsfrau Jakobs (Gen 29,16 EU-Gen 49,31 EU);
- Hanna, die Mutter des Propheten Samuel (1 Sam 1 EU);
- Jankel, eine Variation zu Jakob;
- Jakob, Sohn Isaaks und Enkel Abrahams (Gen 25 EU).

Der Auszug aus Ägypten und die Wanderung des Volkes Israel durch die Wüste (Ex 1 -Ex 18 ) werden vielfach aufgegriffen, so mit der Bemerkung Beschwerliche Rejsn? Darin sind wir Spezialisten von Moishe Stern (S. 11, Panel 9; S. 15, Panel 8 und 9).
Einer der beiden Banditen, die Lucky Luke und die Familie Stern verfolgen, heißt Goliath. Goliath wird in einer Szene beim Versuch, den kleinen Jankel zu kidnappen, von ihm mit einer Schleuder niedergestreckt. Die Szene übernimmt den Kampf Davids gegen Goliat aus dem 1. Buch Samuel (1 Sam 17 ). Das 1. Buch Samuel ist nicht nur Teil des christlichen Alten Testaments, sondern auch – zusammen mit dem 2. Buch Samuel – als Buch Samuel eines der Prophetenbücher des jüdischen Tanach (S. 17, Panel 2 bis 10).
Angesichts der zerstörten Brücke über den Red River und verwirrt durch die Vielzahl der von gläubigen Juden zu beachtenden Regeln fragt Lucky Luke Moishe: „Durchs Wasser waten dürfen sie?“ Moishe antwortet: „Natirlich Mr. Luke. Solange wir dabei nicht iber den Jordan gehen!'“ Die Antwort bezieht sich auf die Überquerung des Jordan im Buch Josua (Jos 3,1-17 ) und auf die davon abgeleitete Umschreibung des Sterbens. Im französischen Original lautet der Dialog: „Vous êtes prêts à porter?'“ – „Prêt-à-porter? J’ai fait toute ma carrière dans la confection, monsieur Luke!“ (deutsch: „Sind sie bereit zum Tragen?“ – „Prêt-à-porter? Ich habe mit der Konfektion meine ganze Karriere gemacht, Monsieur Luke!“) und spielt auf den Schneiderberuf Sterns an (S. 22, Panel 3).
Lucky Luke und die Familie Stern überqueren mit Hilfe eines Biberdamms den Red River. Lucky Luke kommentiert den Glücksfall: „Trockenen Fußes über den „Red River“ zu gelangen, das grenzt schon an ein Wunder.“ Der Trapper, der die Reisenden auf den Biberdamm aufmerksam gemacht hat, heißt Moses Jackson. Dieser „Moses“ ist unschwer mit dem biblischen Mose zu identifizieren. Die Darstellung der Flussüberquerung nimmt Bezug auf das 2. Buch Mose (Ex 13 -Ex 15 ) und die dort geschilderte wundersame Durchquerung des oft mit dem Roten Meer gleichgesetzten Schilfmeeres (S. 22, Panel 4 bis 9 und S. 23, Panel 1 bis 3).
Als Moishe Stern „ejne Flasche Wejn für den Schabbat“ benötigt, schlägt Lucky Luke vor, im Saloon danach zu fragen. Der übel beleumundete Saloon heißt Golden Calf (deutsch: „Goldenes Kalb“). Die Namensgebung ist ein Bezug auf das Götzenbild im 2. Buch Mose (Ex 32 -Ex 34 ), einem der fünf Bücher der Tora (S. 25, Panel 1).
Der Besitz einer historischen Torarolle und einige Traditionen der Cree lassen sie als einer der zehn Verlorenen Stämme Israels erscheinen, die nach der Eroberung durch die Assyrer umgesiedelt wurden (2 Kön 17,6 ) und seither verschwunden sind. Dass es sich um Indianer handelt, schafft die Verbindung zu der im 13. Jahrhundert in Deutschland entstandenen Legende von den roten Juden. Diese wurden erst durch den jiddischen Schelmenroman Die Fahrten Binjamins des Dritten des Aschkenasen Mendele Moicher Sforim einem breiten Publikum bekannt, womit auch eine Verbindung zum Ostjudentum hergestellt ist (S. 42 bis 46).

#### Jüdisches Leben
Das Ziel der Familie Stern ist Chelm City. Damit wird auf die ostpolnische Stadt Chełm angespielt, die ein Zentrum jüdischen Lebens in ihrer Region war. Im jüdischen Witz sind die Einwohner wegen der ihnen unterstellten Dummheit Ziel des Spotts, vergleichbar mit den Schildbürgern. Ursprünglich bestand kein Zusammenhang mit dem Begriff des Schelmen (S. 6, Panel 1, S. 46, Panel 5 und viele weitere).
Der im 19. Jahrhundert entstandene Begriff der Buchreligion umfasst im engeren Sinn das Judentum, das Christentum und den Islam. Der arabische Begriff Ahl al-kitāb (deutsch: Leute des Buches oder Leute der Schrift) bezeichnet im Koran, im Hadith und im islamischen Recht Juden und Christen. Volk des Buches ist aber auch eine Selbst- und Fremdbezeichnung des jüdischen Volks. Darauf wird vielfach Bezug genommen, so bei der Ankunft der Sterns in St. Louis („Man nennt sie auch das Volk des Buches“) und mit der großen Zahl der Bücherkisten im Gepäck, die überwiegend religiöse Literatur enthalten (Seiten 9 und 13). Die Tora hat als Heilige Schrift des Judentums eine überragende Bedeutung, und eine historische Torarolle aus Galizien wird Lucky Luke als kostbarster Besitz der Sterns anvertraut (S. 19, Panel 6–10). Ihre Beschädigung, so dass sie durchlöchert ist wie die „Partitur für ein mechanisches Klavier“, ist ein entsetzliches Unglück (S. 35, Panel 3 bis 5; S. 45, Panel 2). Dieses Unglück wird aber dadurch gemildert, dass Moishe Stern von den Cree eine Torarolle aus Toledo aus dem 13. Jahrhundert erhält (S. 44).
Die Mitglieder der Familie Stern sind durch ihre schwarze Kleidung und die Kopfbedeckungen als Charedim zu erkennen und werden von der Bevölkerung entsprechend als fremdartig wahrgenommen. Durch die ganze Handlung ziehen sich Anspielungen, in denen das orthodoxe Judentum mit den Mormonen (S. 9, Panel 6, verglichen mit denen sind selbst die Mormonen Saloontänzerinnen; S. 12, Panel 5; S. 24, Panel 7 bis 8) und den Amischen (S. 26, Panel 5; S. 27, Panel 3; S. 28, Panel 8; S. 39, Panel 4 bis 6) verglichen oder verwechselt wird. Die bedrohliche Konfrontation mit dem Stamm der Cree wendet sich zum Guten, denn die Indianer entdecken, dass Moishe Stern – wie es orthodoxe Juden häufig tun – unter seinem Hut eine Kippa trägt. Mit der Ankunft des Besuchers Doppelter Skalp wird eine alte Prophezeiung erfüllt (S. 43, Panel 3 bis 4).
Die jüdische Küche hat eine Reihe von Gerichten hervorgebracht, die wiederholt erwähnt werden. Dazu gehören geräucherter Hering (S. 9, Panel 8), Gefilte Fisch (Tafel 29, Panel 8) und gehackte Leber (S. 14, Panel 9; S. 48, Panel 9). In den Lautäußerungen der zunächst feindseligen Indianer verbergen sich weitere Speisen, oft mit Bezug zum Judentum: Osban ist ein mit verschiedenen Zutaten wie Reis, Gewürzen, Lammfleisch, gehackter Leber und Herz gefüllter Pansen. Tunesische Harissa besteht aus grüner Paprika, Tomaten und Zwiebeln. Die Mekbouba ist ein auf Paprika und Tomaten basierendes Gemüsegericht tunesischer Juden (S. 43, Panel 1). Mulukheia ist ein arabisches Gemüsegericht auf der Basis von Muskraut, das wie Schakschuka und Msoki zur jüdischen Küche gehört (S. 43, Panel 2). Makroud ist ein süßes Gebäck mehrerer Länder Nordafrikas. Algerische Juden reichen es zu Rosch ha-Schana. Dafina ist ein Schmorgericht aus Rindfleisch, Kartoffeln, Kichererbsen und weiteren Zutaten, das traditionell in der jüdischen Küche des Maghreb zur zweiten Mahlzeit am Sabbat gehört (S. 44, Panel 5). Die Pkaïla wird aus Bohnen und Spinat zubereitet und mit Couscous serviert. Auch sie gehört zur tunesisch-jüdischen Küche (S. 44, Panel 7).
Als orthodoxe Juden sind die Sterns strikt an eine Reihe von religiösen Regeln gebunden, die während der Handlung aufgegriffen werden. Dazu gehört die Beachtung des Sabbats (S. 29, Tafel 2 bis 7), das Verrichten der vorgeschriebenen Gebete (S. 16; Seiten 30 bis 31) und die Beachtung der jüdischen Speisegesetze (S. 18 und S. 19, Tafel 1 bis 5; S. 30, Panel 12 bis S. 31, Panel 4).
Das Judentum ist nicht nur eine Glaubensgemeinschaft, sondern auch ein durch den gemeinsamen Glauben definiertes Volk, in dessen Kultur vielfach zwischen Juden und Gojím unterschieden wird. Von Lucky Luke nahm die Familie Stern ganz selbstverständlich an, dass er Jude sei, obgleich er die religiösen Regeln nicht beachtet. Moishe reagiert auf Lukes beiläufiges Bekenntnis, kein Jude zu sein, fassungslos (S. 21). Bei einer späteren Gelegenheit wundert Moishe sich, dass sein Sohn Jacob sich mit der einzigen Legende des Westens angefreundet hat, die kein Jude ist: Davy Crockett heißt eigentlich David Niderman, auch Buffalo Bill und Calamity Jane sind Juden, die „auf amerikanisch machen“ (S. 25, Panel 4 bis 6).
Als die Reisegruppe von einer Abteilung der US-Kavallerie vor der Fahrt durch das Gebiet der Cree gewarnt wird, heißt es, dass diese sich immer auf dem Kriegspfad befinden. Die deutsche Ausgabe verzichtet damit auf eine im französischen Original enthaltene Anspielung auf das französische Judentum. Mit der Antwort „Les pieds-noirs ne quitteront jamais le sentier“ (deutsch: „Die pieds-noirs verlassen niemals den (Kriegs)pfad.“) sind nicht zwingend die Blackfoot gemeint. Der Begriff Pied-noir bezeichnete seit der Mitte des 20. Jahrhunderts Algerien-Franzosen. Das waren meist europäische Auswanderer, aber auch sephardische Juden, die seit Langem in Algerien ansässig waren und im 19. Jahrhundert die französische Staatsbürgerschaft erhalten hatten. Im weiteren Sinne gehören dazu auch die Juden Marokkos und Tunesiens. Darüber hinaus ist das Quartier du Sentier im 2. Arrondissement von Paris eines der historischen jüdischen Viertel der Stadt, und in die Straße Sentier (deutsch: Pfad) zogen besonders viele aus dem unabhängig gewordenen Algerien vertriebene Juden (S. 38, Panel 10).
Das Stereotyp der jüdischen Mutter wird in dem Band vorrangig durch die Großmutter Rachel Stern verkörpert. Die Mutter des Schamanen der Cree zeigt ein ganz ähnliches Verhalten wie Rachel, mit einer übertriebenen Fürsorge für ihre Kinder und dem beleidigten Ausspruch „Du wollen wohl meinen Tod“, als der Sohn sie zurückweist. Dies ist in der Handlung der erste Hinweis auf den Stamm als einen der verlorenen Stämme Israels (S. 44, Panel 2 bis 3).
Zu Beginn seiner Bar Mitzwa sagt Jankel „Baruch Sachem“ und wird vom Rabbiner korrigiert: „HaShem, nicht Sachem.“ (S. 48, Panel 1)

#### Prominente Juden

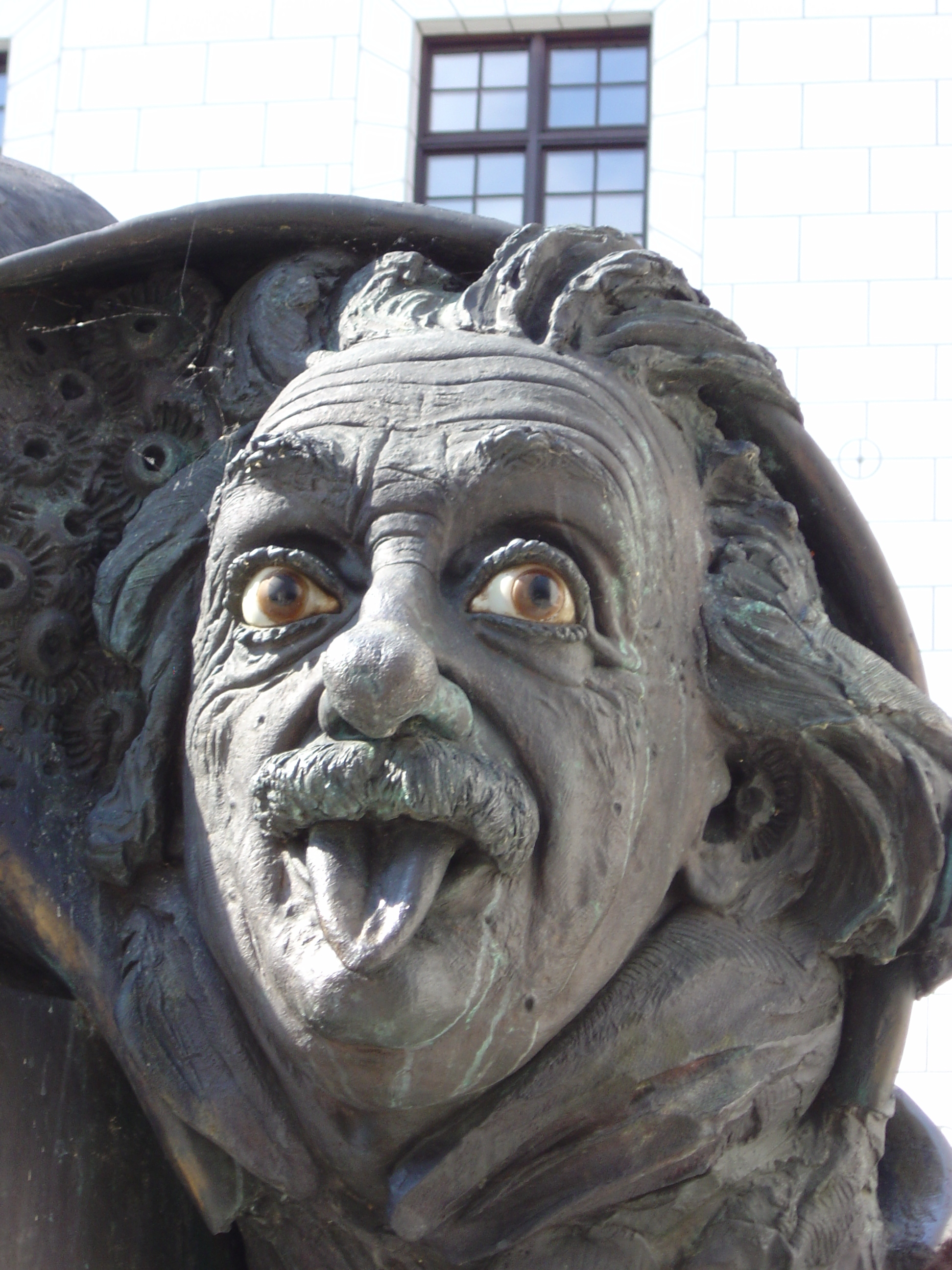
Einsteinbrunnen in Ulm

In der Szene der Ankunft einer Familie im Einwanderungsamt streckt ein kleiner Junge, unverkennbar mit dem Äußeren von Albert Einstein, seine Zunge heraus. Die Darstellung karikiert das fester Bestandteil der internationalen Popkultur gewordene Foto Albert Einstein mit herausgestreckter Zunge. Dieses Foto des 72-jährigen Einstein wurde nach seiner Geburtstagsfeier von dem US-amerikanischen UPI-Fotografen Arthur Sasse (1908–1973) aufgenommen. Die Mutter, „Mrs. Einstein“, antwortet auf die Frage nach dem Vornamen ihres Sohnes: „Albert“ (S. 10, Panel 2).
Ein Schild am Weg trägt die Aufschrift Analyst Gulch (deutsch: „Schlucht der Analytiker“) und „Wer sich hier hinlegt, steht nicht mehr auf“. Mit einer Figur im Hintergrund, einem Landstreicher, wird der österreichische Psychoanalytiker Sigmund Freud karikiert (S. 10, Panel 3).
Rachel Stern zieht Moishes Befähigung zum Lenken des Planwagens in Zweifel. Dieser antwortet: „Schon vergessen? Hab ich doch auf der Rickfahrt von Bereditschew die Troika von Vetter Lew Semjonowitsch gelenkt!“ Angespielt wird auf den sowjetischen Psychologen Lew Semjonowitsch Wygotski, der mit seinen Kollegen Alexander Romanowitsch Lurija und Alexei Nikolajewitsch Leontjew eine als Troika bezeichnete Gruppe bildete und die Kulturhistorische Schule begründete (S. 28, Tafel 2).
Auch Levi’s Jeans werden karikiert: „Hosen von Levi Strauss? Das wird eijne Plejte.“ (frz.: „Pantalons Levi Strauss? Ça ne marchera jamais!“) Der Firmengründer Levi Strauss wird als Verwandter der Sterns dargestellt. Tatsächlich war ein Mitgeschäftsführer des Unternehmens Levi Strauss’ Schwager David Stern (S. 47, Panel 3 und 6 bis 8).

#### Shoah
Hannas Frage „Warum trägt dieser Mann einen Stern?“, bezogen auf den Sheriff von Chelm City (im Original: „Tous les Juifs d'ici sont-ils obligés de porter une étoile?“), bezieht sich auf den Judenstern, den ab 1941 die Juden in Deutschland und in den von den Deutschen besetzten Gebieten tragen mussten (S. 47, Panel 1).
Der Ortsname Peachy Poy ist die amerikanisierte Form des fiktiven Ortsnamens Pitchipoï (hebräisch: פיטשי פוי). Im französischen Sammellager Drancy wurde Kindern dieser Ort zur Beruhigung als das unbekannte, geheimnisvolle Ziel ihrer Reise genannt. Tatsächlich erfolgten aus Drancy die Deportationen in die Vernichtungslager, in den meisten Fällen in das Vernichtungslager Auschwitz-Birkenau. Der Begriff Pitchipoï ist in Frankreich allgemein bekannt (ab S. 24, Panel 1).
Die von Moishe Stern erwähnte Stadt Bereditschew ist die ukrainische Stadt Berdytschiw. Sie war im frühen 20. Jahrhundert ein Zentrum jüdischer Kultur, Jiddisch war als Amts- und Gerichtssprache zugelassen. In den 1930er Jahren wurde Jiddisch von den sowjetischen Behörden im Amtsgebrauch verboten und einige Synagogen wurden geschlossen. 1941 und 1942 wurde fast die gesamte jüdische Bevölkerung der Stadt, mehr als 30.000 Menschen, von der Einsatzgruppe C der Sicherheitspolizei und des SD ermordet (S. 28, Tafel 2).

#### Staat Israel
Der Sechstagekrieg ist Ziel einer Anspielung, als Moishe Stern nach einem bewaffneten Überfall sagt: „Ich denke, in diesem ‚Sechsschisserkrieg‘ habt ihr gewonnen.“ (Im Original: „Je crois que vous venez de remporter la guerre des six-coups.“) Die Äußerung ist nicht skatologisch zu deuten, sondern bezieht sich auf den Six Shooter als Bezeichnung für einen Revolver (S. 34, Panel 4).
Nach der Begegnung der Reisenden mit den Cree fragt Hanna ihren Großvater wegen der vielen Gemeinsamkeiten, ob die Cree nicht einer der verlorenen Stämme Israels sein könnten. Moishe lacht über die Vorstellung indianischer Juden: „Warum nicht gleich äthiopische Juden?“ Das ist ein Hinweis auf die Beta Israel und die Rückführung Zehntausender äthiopischer Juden nach Israel zwischen 1977 und 2012 (S. 46, Panel 4).

### Vereinigte Staaten

#### Geschichte
Das erste Panel mit dem Hafen von St. Louis zeigt einen ablegenden Raddampfer, die Providence (deutsch: „Vorsehung“). Der Name des Schiffes ist auch als einer der zahlreichen Bezüge auf die Religion zu sehen, spielt aber ebenso auf die US-amerikanische Geschichte an. Die 1866 gebauten Raddampfer Providence und Bristol waren zu ihrer Zeit als schwimmende Paläste bekannt und galten als die besten in den Vereinigten Staaten gebauten Schiffe ihrer Zeit. Sie waren allerdings nie in St. Louis, sondern verkehrten zwischen dem New Yorker Hafen und Bristol, Rhode Island. Die in diesem Panel zahlreich vorhandenen Schriftzüge U.S. Mail – auch auf dem Raddampfer – spielen auf zwei US-amerikanische Dampfschiffsgesellschaften an. Die von 1848 bis 1859 existierende U.S. Mail Steamship Company verkehrte mit ihrer Flotte zwischen New York City und dem Isthmus von Panama. Gemeinsam mit dem Schiffsverkehr auf der Pazifikseite spielte sie eine wichtige Rolle beim Postverkehr zur Zeit des kalifornischen Goldrauschs. Die 1920 gegründete United States Mail Steamship Company betrieb eine Flotte ehemals deutscher Passagierdampfer, die während des Ersten Weltkriegs beschlagnahmt oder nach dem Krieg als Reparationsleistung an die Vereinigten Staaten übergeben wurden (S. 8, Panel 1).
Während die jüdische Einwanderung das Hauptmotiv des Bandes ist, wird vielfach auf die Einwanderung anderer Volksgruppen in die Vereinigten Staaten Bezug genommen, so die von afrikanischen Sklaven, Deutschen, Iren und Italienern (S. 10, Panel 6; S. 12, Panel 2 bis 3), oder Armeniern, namentlich den Daltonians (S. 25, Panel 7).
An der Wand eines Büros im Einwanderungsamt hängt ein Schild mit der Aufschrift Castle Clinton, Immigration Office (S. 10, Panel 2).

#### Zeitgeschichte
Ein bewaffneter Bankräuber fordert vom Kassierer die Kasse, dieser antwortet: „Sofort, Mr. Madoff!“ Die Anspielung bezieht sich auf den US-amerikanischen Milliardenbetrüger Bernie Madoff (S. 10, Panel 5).
Kurz vor dem ersten Zusammentreffen der Familie Stern mit Lucky Luke, im Hafen von St. Louis, hat Moishe dessen Namen vergessen. Hanna macht zwei Vorschläge: „Bill Gates“ und „Harry Potter“ (S. 10, Panel 7).

### Kultur

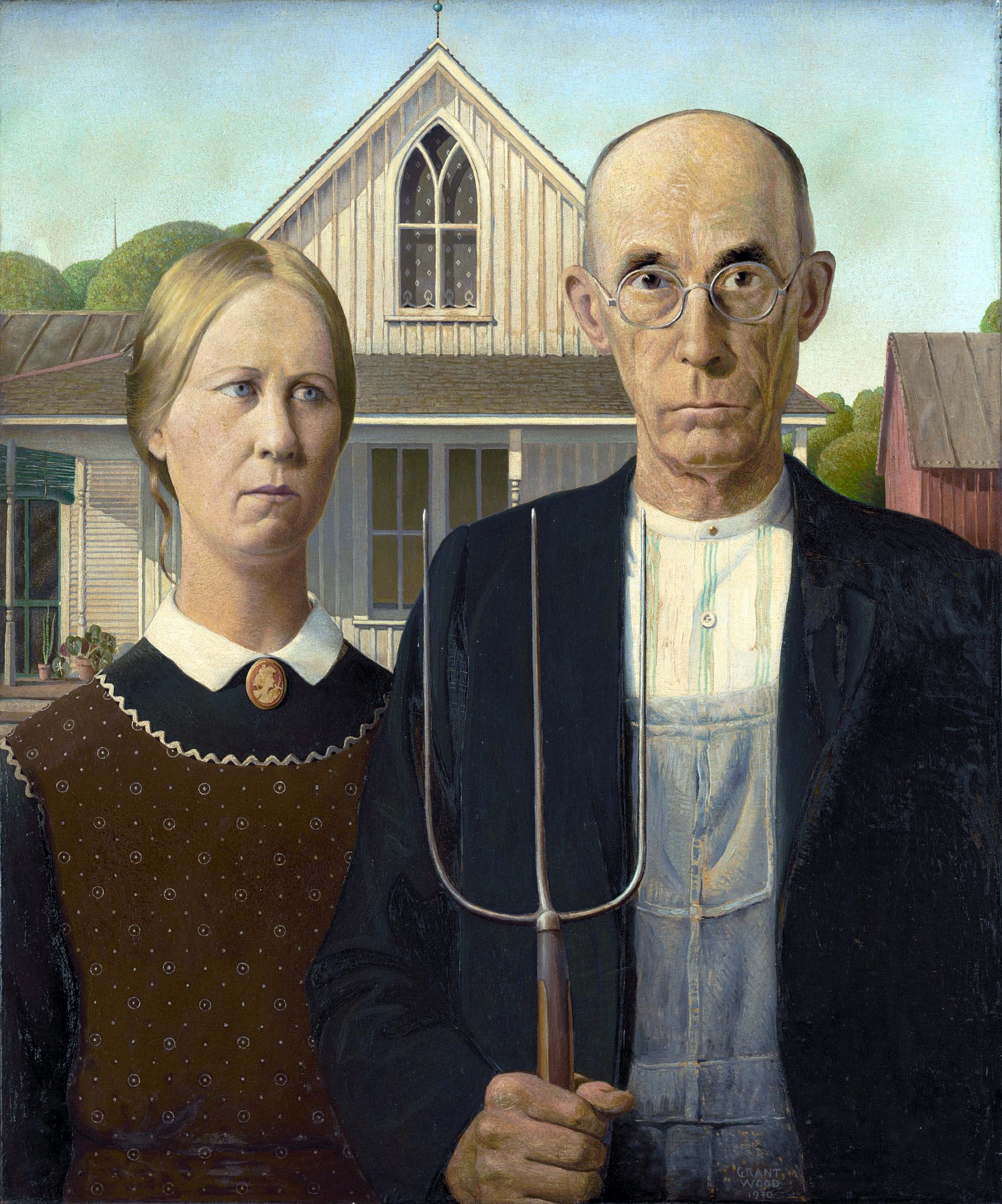
American Gothic von Grant Wood (1930)

#### Malerei
Das Gemälde American Gothic von Grant Wood ist als Teil eines Panels mit der Überschrift „1869 hatten die meisten Amerikaner noch nie einen Juden gesehen“ karikiert. Das dargestellte Paar wirkt mürrisch und misstrauisch angesichts zweier vorbeilaufender orthodoxer Juden. American Gothic ist heute eine Ikone der US-amerikanischen Popkultur. Anfang der 1930er Jahre – die Vereinigten Staaten befanden sich am Beginn einer schweren Wirtschaftskrise – rief die Veröffentlichung von Fotos des Gemäldes in Zeitungen Proteste aus der Landbevölkerung wegen ihrer Darstellung als übelgelaunte puritanische Moralisten hervor (S. 10, Panel 1).

#### Musik
Nach einem Überfall der beiden Räuber, bei dem die kostbare Tora beschädigt wird, will Jankel die Stimmung durch das Spiel auf der Fiedel aufhellen. Moishe ermahnt ihn: „Aber diesmal kejn Boogie Woogie vor dem Abendgebet, herste?!“ Die Formulierung des französischen Originals entspricht dem Titel Pas de boogie woogie des französischen Texters und Chansonniers Eddy Mitchell aus dem Jahr 1976. Dieser Titel ist wiederum eine Adaption des Titels Don’t Boogie Woogie When You Say Your Prayers Tonight von Layng Martine Jr., interpretiert von Jerry Lee Lewis (Tafel 9, S. 35).
Das von Jankel Stern dargebrachte Lied A Jiddische mame ist eine Variation der 1925 von Jack Yellen und Lew Pollack komponierten und mit einem Text von Jack Yellen versehenen Melodie. Besungen wird die jüdische Mutter und insbesondere die Trauer des Kindes über den Verlust der Mutter (S. 35 bis 37). Das Lied My Yiddishe Momme ist in der ganzen Welt bekannt und wird in den Vereinigten Staaten auch als Ausdruck der Trauer der aschkenasischen Einwanderer um die verlorene osteuropäische Heimat verstanden. Die ersten Interpreten waren Willie Howard und Sophie Tucker. Tuckers Aufnahme entstand 1925 kurz nach dem Tod ihrer eigenen Mutter, mit einer englischsprachigen A-Seite und einer jiddischen B-Seite. Die Platte erreichte Platz 5 der US-Charts und ist bis heute die bekannteste Version. Unter den zahlreichen Interpreten befinden sich Leo Fuld (My Yiddishe mama, 1934 bis 2005 zahlreiche Veröffentlichungen), Itzhak Perlman, Connie Francis, Jossele Rosenblatt, Charles Aznavour (französisch), Ray Charles und Ivan Rebroff (Mutters Hände, 1981).
Bei der musikalisch unterlegten Abschiedsfeier mit den Cree sind die ersten Zeilen des Schlagers Heißer Sand wiedergegeben, mit dem die italienische Sängerin Mina 1962 Platz 1 der deutschen Charts erreichte: Heißer Sand und ein verlorenes Land, und ein Leben in Gefahr. Im französischen Original stammen die Zeilen Ah qu’elles sont jolies les squaws de mon pays aus dem Chanson Les Filles de mon pays von Enrico Macias aus dem Jahr 1964, nur sind die Mädchen durch Squaws ersetzt worden (S. 45, Panel 4).

#### Film
Das erste Panel des Bandes weist unten rechts gelb hinterlegt den Text Der Westen … Unendliche Weiten … Nichts als Natur auf. Damit wird auf den gesprochenen Vorspann der Science-Fiction-Fernsehserie Raumschiff Enterprise Bezug genommen: Der Weltraum, unendliche Weiten (S. 3, Panel 1).
Chelm City, das Ziel der Reise, ist auch ein Reiseziel in dem deutschen Animationsfilm Die Schelme von Schelm aus dem Jahr 1995. Der Protagonist hatte sich auf dem Weg von Chełm nach Warschau durch eine böswillige Täuschung verlaufen und nach der unplanmäßigen Rückkehr nach Chełm angenommen, er sei in einem völlig identischen zweiten Chełm. Im Laufe der Handlung wird Chełm zerstört. Die Hauptfigur zieht daraufhin mit seiner Familie los, um mit ihr in das „wirkliche“ Chełm zu gelangen (S. 6, Panel 1, S. 46, Panel 5 und viele weitere).
Die Marx Brothers erscheinen auf einem Panel, wie sie im Kugelhagel davonlaufen. Ein Ortsschild trägt die Aufschrift Hollywood. Wir mögen keine Komiker (S. 10, Panel 4).
Im Saloon von Peachy Poi erwähnt Moishe Stern einen Rabbi Jacob in Kishinew. Die Stadt ist Chișinău und Rabbi Jacob die Titelfigur des französischen Spielfilms Die Abenteuer des Rabbi Jacob (S. 26, Tafel 2).
Moishe Stern bezeichnet die Israeliten unter Berufung auf Ben Hur als ausgezeichnete Kutscher. Damit wird auf den Film Ben Hur von William Wyler aus dem Jahr 1959 angespielt. Es handelt sich um eine Verfilmung des gleichnamigen Romans von Lew Wallace aus dem Jahr 1880, der mehrmals verfilmt wurde (S. 28, Panel 4).
Nachdem Rachel Stern dem hungrigen und verärgerten Lucky Luke am Abend des Sabbat Gefilte Fisch vom Vortag anbietet, wird dieser in der Nacht von einem Albtraum heimgesucht. In der ersten Traumszene drängt Rachel Lucky Luke, „Noch ein Häppchen“ zu essen. Im folgenden Panel hat sich das Traumbild in den Umriss der Filmfigur Darth Vader verwandelt und sagt: „Ich bin deine Mutter, Luke.“ Die Traumszene spielt auf das US-amerikanische Film-Franchise Star Wars an und hier insbesondere auf eine Schlüsselszene des Films Star Wars: Episode V – Das Imperium schlägt zurück (S. 29, Panel 8 bis 11). Als Lucky Luke am Morgen aus seinem Traum hochschreckt und sich darüber beklagt, am Abend zuvor zu viel „gefüllten Fisch“ gegessen zu haben, antwortet Jolly Jumper: „Viel zu lernen du noch hast, Cowboy“. Mit der eigentümlichen Wortstellung, der Vertauschung von Subjekt und Objekt im Satz, wird auf Meister Yoda angespielt, eine weitere Figur des Star-Wars-Universums. Im französischen Original antwortet Jolly Jumper hier, ebenfalls in Anspielung auf Star Wars: „Méfie-toi du côté obscur de la farce, Luke.“ (Deutsch: „Hüte dich vor der dunklen Seite der Füllung, Luke.“ S. 30, Panel 3).

#### Comic-Zitate
Professor Otto von Himbeergeist, eine Figur aus dem französischen Album La guérison des Dalton aus dem Jahr 1975, das in Deutschland als Lucky-Luke-Band Nr. 10 (Die Daltons werden kuriert) und erneut als Nr. 54 (Die Daltons und der Psycho-Doc) erschien, reitet an einem Schild mit der Aufschrift Analyst Gulch (deutsch: „Schlucht der Analytiker“) vorbei. Das Schild trägt die weitere Aufschrift: Wer sich hier hinlegt, steht nicht mehr auf (S. 10, Panel 3).
Zwei heruntergekommene Reisende nähern sich zu Fuß einer Stadt, die mit einem Holzschild als Gotham City gekennzeichnet ist. Das Schild trägt die weitere Aufschrift: Fremder, schwirr ab, wenn du den Helden spielen willst. Im französischen Original lautet die Aufschrift Étranger, si tu veux jouer au Super-Héros, passe ton chemin (deutsch: „Fremder, wenn du den Superhelden spielen willst, geh nur weiter“) und bezieht sich unmittelbar auf die Superhelden der Populärkultur. Die beiden Reisenden tragen Taschen, auf denen sich jeweils ein Logo der Comicfiguren Superman und Batman befindet. Die Anspielung besitzt noch einen tieferen Sinn: Gotham ist seit dem 19. Jahrhundert eine häufig gebrauchte Bezeichnung für New York City. Diese Stadt übte eine große Anziehungskraft auf Auswanderungswillige in der ganzen Welt aus, insbesondere auch auf osteuropäische Juden (S. 10, Panel 6).
Lucky Lukes Markenzeichen ist es, seinen Colt schneller zu ziehen als sein eigener Schatten. Moishe Stern bezeichnet sich beim ersten Zusammentreffen mit Lucky Luke als der schnellste Schnejder estlich der Wejchsel (S. 11, Panel 6). Von Jankel, der seine Pflicht zum Gebet nicht besonders ernst nimmt, heißt es: „Der betet schneller als sejn Schatten.“ (S. 16, Panel 10)

## Produktionsnotizen
Jul erklärte gegenüber dem Pariser Nachrichtenmagazin Le Point, dass Das gelobte Land in der Reihe Lucky Luke eine thematische Lücke schließe. René Goscinny war selbst Jude und hatte Familienmitglieder in den nationalsozialistischen Vernichtungslagern verloren. Weder er selbst noch seine Nachfolger hatten die Geschichte des Judentums in Amerika thematisiert, während die Italiener, die Iren und die Chinesen als Einwanderer bereits in früheren Bänden ihren Platz gefunden hatten. Es sei ihm wichtig gewesen, in einer Zeit voller Spannungen eine Geschichte über den Zusammenprall der Kulturen zu schreiben, die auf Fröhlichkeit setzt und die Intelligenz der Leser anspricht.
In der ersten Verkaufswoche in Frankreich wurden bereits 45.000 Bände der Auflage von 500.000 Stück verkauft. In einem Interview des Figaro nimmt Jul Bezug auf diesen Erfolg. Er nennt seinen ersten Band der Reihe die Wiederbelebung des 70-jährigen Helden von Morris und Goscinny, der von vielen Lesern bereits vergessen war. Die Rolle von Lucky Luke sei äußerst vielschichtig, sie bringe Ordnung in das Chaos der Welt und lasse unsere Welt intolerant, dumm, gierig und düster erscheinen. Für Jul ist Lucky Luke eine der wenigen Deradikalisierungszellen, die derzeit in Frankreich funktionieren.
Der Übersetzer Klaus Jöken, der seit mehr als 25 Jahren Lucky Luke übersetzt, nennt den Band eine große Herausforderung, er sei „gespickt mit unglaublich vielen Anspielungen und vielschichtigen Erzählsträngen“. Das an das Jiddische erinnernde Idiom der Familie Stern ist eine Schöpfung Jökens. Im Original sprechen die Sterns ein akzentfreies Französisch, dort würden Dialekte, anders als im Deutschen, nicht als sympathisch empfunden. Anspielungen auf die französische Geschichte, wie die Pied-noir als Indianerstamm, wurden von Jöken verworfen, da sie in Deutschland niemand verstehe. An einer Stelle sagt Moishe, dass er sich auf dem Kutschbock „konzentrieren“ müsse, und wenig später geht es um ein „Lager“ für die Nacht. Hier musste Jöken die zufällige Kombination und die denkbare Assoziation „Konzentrationslager“ vermeiden. Gleiches galt für die Bezeichnung Lucky Lukes als „Führer“.

## Rezeption
Die Stimmen zum Band fielen sehr gemischt aus. Marc Vetter schrieb im Comic-Blog des Rolling Stone, der Band sei „eine einzige Enttäuschung. Nicht nur sind die Zeichnungen von Achdé irritierend schlicht, vor allem die Handlung um eine Gruppe von Juden, die Lucky Luke von Saint Louis nach Montana eskortieren muss, ist dermaßen banal und ohne Sinn für Pointen, dass es keinen Hund aus seiner Hütte lockt“.
Quentin Girard von der linksliberalen französischen Tageszeitung Libération rügt, dass der Band seine Versprechungen nicht erfülle und dass die wirkliche Auseinandersetzung mit dem gelobten Land fehle. Er stellt die Frage, ob dieser Lucky Luke ein Held ist, der Abenteuer voller Humor lebt, oder nur die Vorlage für das Reißen von Witzen. Auch in früheren Bänden seien die Klischees ethnischer Gruppen ins Visier genommen worden, so mit dem chinesischen Tellerwäscher oder dem französischen Frisör Pierre. Das habe funktioniert, weil es sich um liebevoll gezeichnete Nebenfiguren handelte. Hier stehe die aschkenasische Familie und ihr Jiddisch im Vordergrund, und auch ein Monsieur Pierre mit seinem Französisch als Hauptfigur eines Bandes wäre schnell langweilig.
Jérôme Dupuis vom Nachrichtenmagazin L’Express sieht als Vorlage den mehr als 50 Jahre alten Band Nr. 39, Kalifornien oder Tod (La Caravane), nur dass jetzt eine jüdische Familie gerettet werden muss. Der Band versündige sich in seiner Schwatzhaftigkeit an der Poesie des Westens und ertränke sie in einem Schwall von Wortspielen.
Die Mehrheit der Rezensenten äußert sich indessen positiv. Jonathan Scheiner von der Jüdischen Allgemeinen sieht, dass die Figuren Klischees bedienen, ohne zu verunglimpfen: „Juden haben lange Rübennasen, tragen püschelige Bärte und werden sentimental, wenn sie Lieder wie ‚A Jiddische Mame‘ hören. Von diesen Vorurteilen ist der neue Lucky Luke gespickt voll. Und das ist auch gut so, denn der Comic ist zum Totlachen.“ Das gelobte Land lasse nur wenige Vorurteile aus und sei doch ganz großartig gemacht, „weil es den jüdischen Beitrag bei der Eroberung des Wilden Westens in den Fokus rückt“.
Ralph Trommer urteilt in der taz: „Jul und Achdé gelingt hier die Erzählung eines abwechslungsreichen Abenteuers, mit ernsten Untertönen und frechen Anspielungen. Ihre Bildgeschichte greift das aktuelle Migrationsthema anhand eines historischen, heute weitgehend vergessenen Kapitels Amerikas auf – ein leichtfüßiges Spiel mit ‚dem‘ jüdischen Humor.“
Guido Sprügel von der linken politischen Wochenzeitung Jungle World hat den Eindruck, „dass der lonesome Cowboy durch die Mitarbeit von Jul deutlich an Kontur gewinnt. Die Geschichte profitiert von ihrem Humor – sowohl für Kinder als auch für Erwachsene.“ Auch ohne die vielen in der Übersetzung verlorenen französischen Andeutungen lebe der Band durch seinen liebevoll-humorvollen Blick auf jüdische Traditionen und Regeln.
Gerade die von anderen Rezensenten kritisierte große Zahl der Wortspiele sieht Bertrand Guyard von der konservativen Tageszeitung Le Figaro als Stärke des Bandes an. Er gratuliert dem Texter für die exzellenten Wortspiele: „Mazel tov“. Jul habe in seiner ersten Arbeit den verloren gegangenen Geist von Goscinny wiedergefunden und habe sich von Gérard Ourys Film Die Abenteuer des Rabbi Jacob inspirieren lassen.
Markus Pohlmeyer setzt sich in einem Essay auf Culturmag.de ausführlich mit Das gelobte Land auseinander: „Die Reise/der Comic als Bildungsroman im Miniaturformat, aber pop-/post-modern. Echos, Verweise, Zitate und Intertextualität prägen in hohem Maße diese BilderGeschichte.“
Rupert Huber von der Augsburger Allgemeinen findet diesen Lucky Luke „so gut und originell wie schon lange nicht mehr. […] ‚Das gelobte Land‘ spielt mit Versatzstücken des Lucky-Luke-Mythos“.
Anne Douhaire weist auf France Inter darauf hin, dass es im Jahr 2016 möglich sei, Humor und Religion zu verbinden. Trotz eines sensiblen Kontextes parodierten Jul und der Zeichner Achdé die jüdische Gemeinschaft, und es gelinge ihnen ziemlich gut.
Ulrike Dansauer meint auf Literaturzeitschrift.de: „Der neue Band wartet nicht nur mit einer amüsanten, sondern auch einer interessanten Geschichte auf, die voller hintersinniger Anspielungen steckt und den jüdischen Glauben (sowie dessen Geschichte) den LeserInnen gleichzeitig näher bringt, diesen aber auch (zusammen mit den rauen Sitten des Wilden Westens) liebevoll konterkariert. […] Der neue Szenarist Jul hat ganze Arbeit geleistet; hoffentlich ist er auch bei den kommenden Bänden dabei.“

## Ausgaben
- Achdé & Jul nach Morris: Lucky Luke – Das gelobte Land. Egmont Ehapa Media, Berlin 2016, 48 S. ISBN 978-3-7704-3924-9 (gebundene Ausgabe); auch als Softcover (ohne ISBN), erschienen im April 2017
- Achdé & Jul d'après Morris: Lucky Luke – La Terre promise. Dargaud, Paris 2016, 48 S. ISBN 978-2-88471-369-6 (gebundene Ausgabe), erschienen am 4. November 2016
- Achdé & Jul in the style of Morris: The Promised Land. A Lucky Luke Adventure. Cinebook, Canterbury 2017, 48 S. ISBN 978-1-84918-366-6, erschienen am 29. Dezember 2017